# Павлова, Анастасия Романовна
Анастасия Романовна Павлова (10 марта 2003, Московская область) — российская профессиональная баскетболистка.

## Биография
Воспитанница ногинского баскетбола. В детстве часто посещала игры с дядей, который сам серьезно занимался баскетболом.
В 2017—2018 гг. выступала за в Первенстве России по баскетболу среди юниорок до 19 лет за «Динамо-ДЮБЛ» (Иваново).
На взрослом уровне долгое время играла за команды из системы «Спартака», за которые она выступала на всех уровнях — от чемпионата ЦФО до Премьер-Лиги. В сезоне 2021/22 провела за красно-белых в элите девять матчей. Дебютировала в ней 10 октября 2021 года в гостевом матче против курского «Динамо» (34:95). После вылета «Спартака» в Суперлигу продолжила играть в нем.
В начале июля 2024 года стало известно, что Анастасия Павлова подписала контракт с другим клубом Суперлиги — ивановской «Энергией». По итогам сезона 2024/25, в котором оранжево-черные завоевали серебро подэлитного чемпионата и Кубка Д.Я. Берлина, покинула команду.

## Достижения
- Финалист Кубка Д.Я. Берлина (1): 2024[8].
- Серебряный призёр Суперлиги (1): 2024/25.
- Чемпионка Суперлиги-2 (1): 2020/21.
- Бронзовый призер Суперлиги-2 (1): 2021/22.